# Dobroslav Orel
Dobroslav Orel (15. prosince 1870 Ronov nad Doubravou – 18. února 1942 Praha) byl český hudební vědec a vysokoškolský profesor, který se věnoval hlavně dějinám a reformě církevního zpěvu. Autor řady odborných publikací i Českého kancionálu katolické církve.

## Život
Po maturitě v Hradci Králové studoval na tamějším bohosloveckém učilišti, kde pak také přednášel církevní zpěv se zvláštním ohledem na gregoriánský chorál. Zkoumal a později vydával staré kancionály z hradeckých sbírek. Od roku 1905 byl policejně hlášen v Praze a jmenován učitelem náboženství na reálce v Holešovicích. Od roku 1907 byl sbormistrem pěveckého sboru, od roku 1910 vyučoval církevní zpěv na Pražské konzervatoři. Zároveň studoval skladbu u Vítězslava Nováka a roku 1914 získal doktorát na vídeňské univerzitě u Gustava Adlera prací o Královéhradeckém speciálníku. Roku 1919 byl jmenován profesorem.
Od roku 1921 působil jako profesor dějin hudby na Univerzitě Komenského v Bratislavě. Založil tam ústav pro dějiny hudby, sbíral hudební památky a od roku 1928 byl předsedou Ústavu pro lidovou píseň. 
Jako člen Fonografické komise ustavené při České akademii věd a umění v roce 1928 měl spolu s Karlem Plickou na starosti nahrávat na Slovensku zvukové projevy do fonografického archivu ČAV (hudba lidová i umělá, nářečí, projevy divadelních umělců, básníků či významných osobností veřejného života).
Vydal řadu českých hudebních památek ze 16. století a studií z dějin české hudby, knihu o F. Lisztovi a o slovenských skladatelích, pro encyklopedii Musikgeschichte G. Adlera napsal stať o moderní české hudbě. V Bratislavě založil a vedl Akademické pěvecké sdružení a pomáhal zřizovat a organizovat pěvecké spolky. Roku 1939 se vrátil do Prahy, kde založil a vedl chorální pěvecký sbor. V této činnosti pak pokračovali jeho nástupci.

## Dílo
- Theoreticko-praktická rukověť chorálu římského (1899)
- Staročeské roráty (1921)
- Český kancionál (1921, 17. vydání 1968)
- Kancionál Franusův (1922)
- Počátky umělého vícehlasu v Čechách (1922)
- František Liszt a Bratislava (1925)
- Hudební památky Františkánské knihovny v Bratislavě (1930)